# Viekšniai
Viekšniai (deutsch: Wiekschnen) ist eine Stadt in der Rajongemeinde Mažeikiai im Nordwesten von Litauen. Sie liegt 17 km südöstlich von Mažeikiai an der Straße Nr. 155, die von Mažeikiai nach Kuršėnai führt.
Im Jahr 2011 hatte die Stadt 1938 Einwohner.
Viekšniai liegt an der Venta (deutsch: Windau), einem Fluss im nordwestlichen Litauen und im westlichen Lettland. 

## Sehenswürdigkeiten
- Die römisch-katholische Kirche St. Johannes des Täufers wurde von 1844 bis 1854 erbaut
- Die Orthodoxe Kirche des Sergius von Radonesch wurde 1875 errichtet
- Die Apotheke Viekšniai befindet sich seit 1860 in einem restaurierten Gebäude aus dem 18. Jahrhundert, in dem sich seit 1995 auch ein Pharmaziemuseum befindet

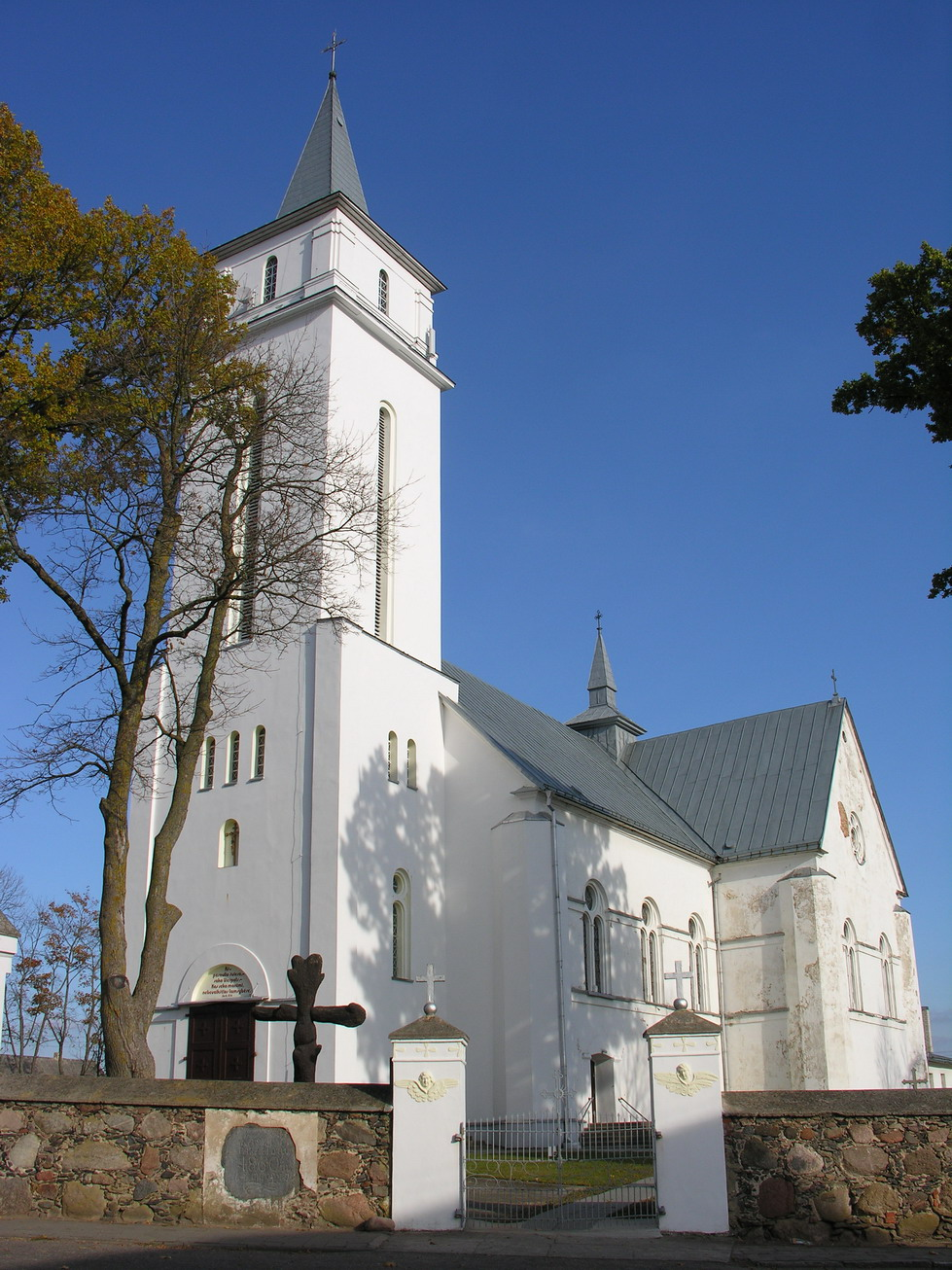
Katholische Kirche
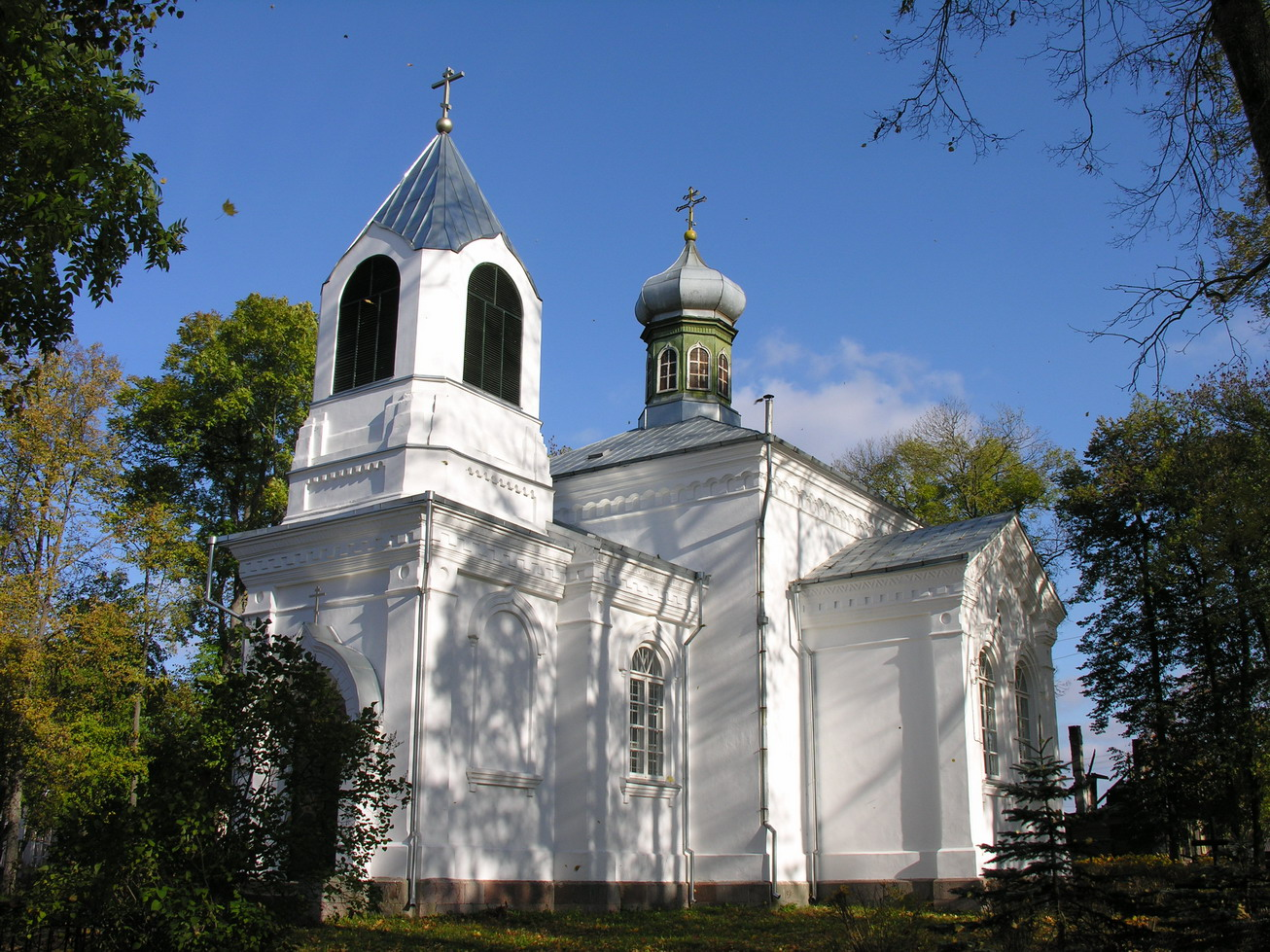
Orthodoxe Kirche
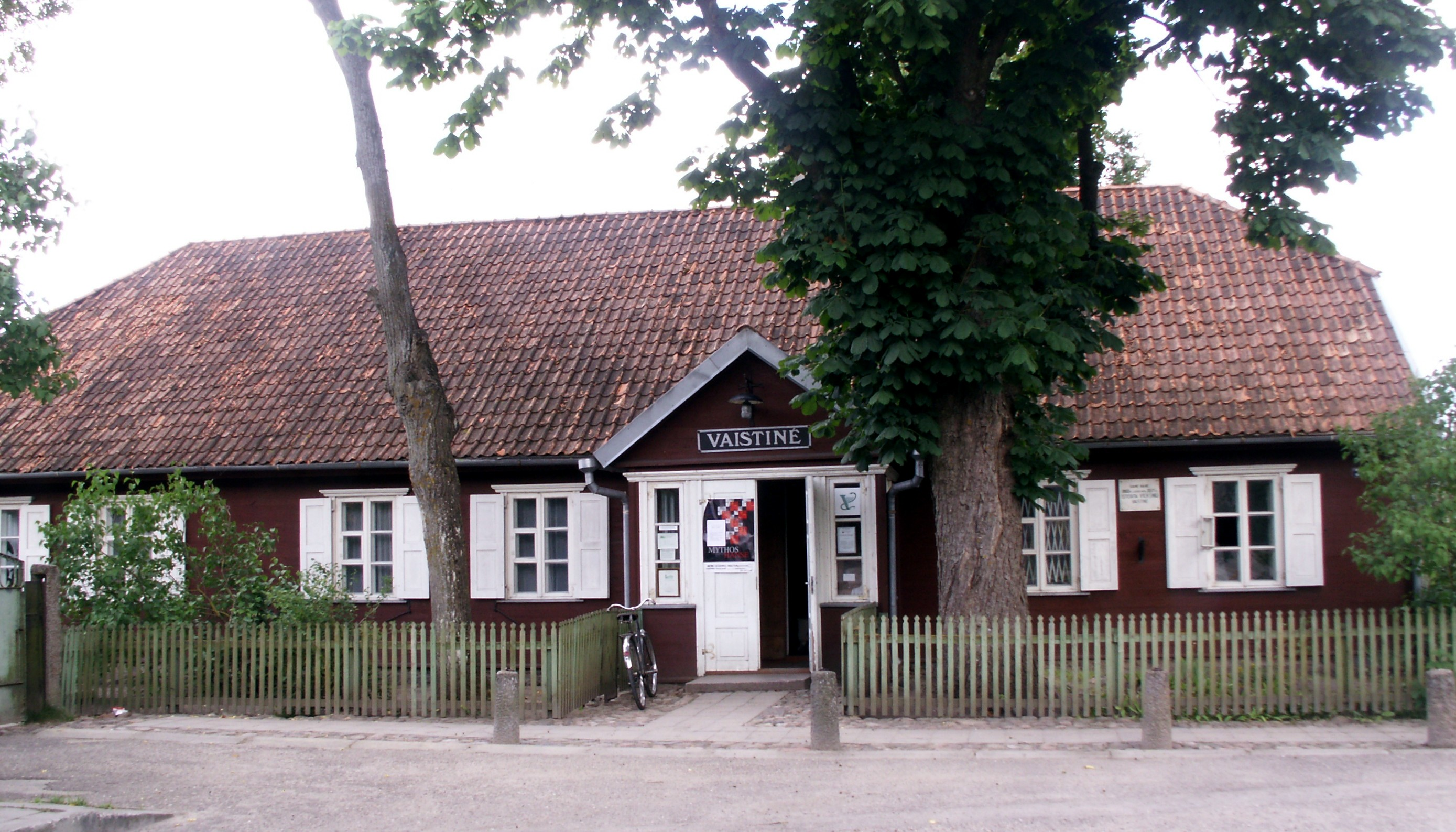
Apotheke

## Persönlichkeiten

### Söhne und Töchter
- Vladimiras Beriozovas (1929–2016), sowjetlitauischer Politiker russischer Herkunft
- Vaclovas Biržiška (1884–1956), litauischer Jurist und Wissenschaftler

### Sonstige
- Danutė Jočienė (* 1970), litauische Juristin, besuchte die Mittelschule in Viekšniai